# Fototrama
El 'fototrama es un sistema de construcción de imágenes públicas basado en una secuencia de módulos plásticos sobre una retícula metálica, ideado por el arquitecto argentino Eduardo Joselevich y la artista visual Fanny Fingermann. Se lo considera como una materialización que antecede al sistema de pixelado de la pantalla de la computadora, ya que data del año 1964. En un principio se conformaba de un sistema binario de colores. Fue utilizado principalmente para cartelería publicitaria.
Recibió el premio Koopers de Diseño Industrial.